# Massacre à Furnace Creek
Pour plus de détails, voir Fiche technique et Distribution.
Massacre à Furnace Creek (Fury at Furnace Creek) est un film américain réalisé par Bruce Humberstone, sorti en 1948.

## Synopsis
Le Capitaine Walsh, qui escorte une caravane de pionniers, reçoit l'ordre de son supérieur, le Général Blackwell, de se rendre d'urgence à un autre endroit, abandonnant ainsi le convoi de civils sans protection. Les Apaches en profitent et attaquent les malheureux, les massacrant tous et prenant leurs places dans les chariots. Ainsi camouflés, ils se font ouvrir les portes du fort et y tuent tous les soldats. Le Général Blackwell est jugé responsable de cette hécatombe et traduit en cour martiale. Il est condamné et, à la suite de la sentence, il est terrassé par une crise cardiaque. Les deux fils du défunt, deux garçons que tout oppose, décident de mener leur propre enquête et de laver l'honneur de leur père en se rendant sur les lieux du drame, à Furnace Creek.

## Fiche technique
- Titre français : Massacre à Furnace Creek
- Titre original : Fury at Furnace Creek
- Réalisateur : Bruce Humberstone
- Scénario : Charles G. Booth, Winston Miller
- Photographie : Harry Jackson
- Direction artistique : Albert Hogsett
- Musique : David Raksin
- Montage : Robert L. Simpson
- Production : Fred Kohlmar, Darryl F. Zanuck
- Société de production : Twentieth Century Fox Film Corporation
- Pays d'origine :  États-Unis
- Langue : anglais
- Genre : western
- Format : Noir et blanc - 35 mm - 1,37:1 - Mono
- Durée : 88 minutes
- Dates de sortie : États-Unis, 30 avril 1948; France, 2 juin 1948
- Affiches : Roger Soubie (France)

## Distribution
- Victor Mature (VF : Marc Valbel) : Cash Blackwell
- Coleen Gray (VF : Robert Posdek) : Molly Baxter
- Glenn Langan : Capitaine Blackwell
- Reginald Gardiner : Capitaine Walsh
- Albert Dekker : Edward Leverett
- Fred Clark : Bird
- Roy Roberts : Al Shanks
- Willard Robertson : Général Leads
- Charles Kemper : Peaceful Jones
- Robert Warwick : Général Blackwell
- George Cleveland : le juge
- Si Jenks : le président du jury